# Надь, Вильмош
Вильмош Надь Надьбацони (венг. Nagybaczoni Vilmos Nagy; 30 мая 1884, Парайд, Трансильвания, ныне Румыния — 21 июня 1976, Пилишчаба) — высокопоставленный генерал венгерской армии (1920—1945), министр обороны Венгрии, а также военный теоретик и историк. За противодействие депортации евреев в концлагеря ему был присвоен титул Праведника мира.

## Молодость
Родился в семье дворян секейского происхождения. Его предки получили дворянский титул в 1676 от Михая I Апафи, князя Трансильвании. Титул Nagybaczoni (из Надьбацона) указывает на их родовое поместье в округе Ковасна в Трансильвании.
Отец инженер Жигмонд Надь умер, когда Вильмош ещё был ребёнком. Мать Вильмоша не могла обеспечить средства на образование детей, поэтому вместе с братом Белой они выбрали военную карьеру.
В 1902 г. он окончил с отличием школу «Коллегиум Куна» (Kun Kollégium) в Сасвароше, в связи с чем получил право на бесплатное образование и стипендию в престижной академии «Людовика».

## Военная карьера
По окончании академии в 1905 г. Надь предпочёл служить в Венгерской королевской армии, а не в имперской австро-венгерской армии. Это ограничивало его карьерные возможности. Тем не менее, благодаря своим успехам на службе, и через 4 года после этого, в 1909 г., он был зачислен в Имперский военный колледж в Вене, который окончил в 1912 г. Таким образом, на тридцатом году жизни он был назначен в Имперский генеральный штаб в звании майора.

### Первая мировая война и период беспорядков
В годы 1-й мировой войны в должности штабного офицера он участвовал в военных действиях против Сербии, на Карпатском фронте, в Горлицком прорыве и на Волыни.
В 1919 г., по окончании войны и после распада Австро-Венгрии, он поступил на службу в звании майора в Генеральный штаб Венгерской красной армии (вооружённые силы Венгерской советской республики).

### Режим Хорти

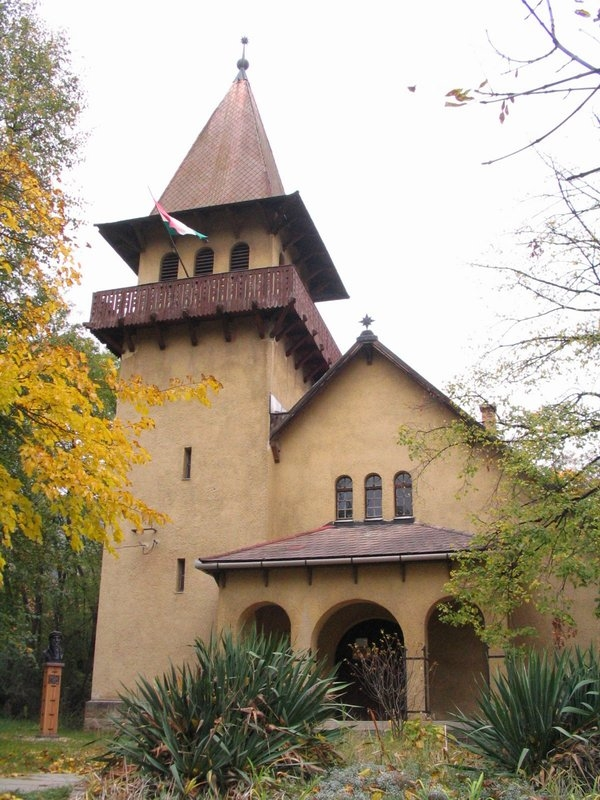
Реформатская церковь в Пилишчабе, сооружённая в 1939 году по инициативе и плану Вильмоша Надя

После разгрома Венгерской советской республики майор Вильмош Надь продолжил службу в Генеральном штабе при режиме Миклоша Хорти.
В период между 1927 и 1931 гг. он служил на командных должностях в 1-м корпусе конной инфантерии. Затем последовало его назначение на должность главного адъютанта главнокомандующего вооружёнными силами Венгрии. 1 мая 1934 г. ему было присвоено звание полковника, и он стал командиром Квартирмейстерского корпуса. Затем 1 мая 1937 г. ему присвоили звание бригадного генерала, а в следующем году он возглавил 1-й корпус конной инфантерии.
Когда Первый Венский арбитраж присудил Венгрии часть территории Словакии, В. Надь командовал войсками, занявшими город Кошице (переименованный венграми в г. Кашша). На кратковременный период он был назначен временным Генеральным инспектором пехоты. Через год, в марте 1940 г., его назначили командующим 1-й венгерской армией, а через два месяца ему присвоили звание генерал-майора.
Когда Второй Венский арбитраж присудил Венгрии часть румынской территории, В. Надь в сентябре 1940 г. командовал вводом частей 1-й венгерской армии в административный центр Трансильвании г. Тыргу-Муреш (переименованный венграми в Марошвашархей). Он также отвечал за укрепление границ аннексированных территорий и раздачу продовольствия населению.
Совершенно неожиданно 31 марта 1941 г. Верховное командование уволило его в отставку в звании генерал-лейтенанта, и в тот момент многие восприняли это как конец его военной карьеры.

## Вторая мировая война
21 сентября 1942 г. регент Миклош Хорти назначил генерала Надя министром обороны Венгрии, который сменил на этой должности генерала Кароя Барту. В этой должности, исходя из своих убеждений, Надь старался удерживать армию в стороне от политики, и в то же время стремился к модернизации и укреплению венгерских вооружённых сил, помня о катастрофе, последовавшей за поражением Австро-Венгрии в 1918 г.
Незадолго до назначения Надя на должность 2-я венгерская армия потерпела на Восточном фронте сокрушительное поражение и была почти полностью уничтожена под Воронежем. Хотя Надь не имел полномочий на возвращение войск с фронта, он издал немало приказов, направленных на то, чтобы сохранить войска, добиться их скорейшего возвращения с фронта и улучшить условия «трудовых батальонов», где использовалась принудительная рабочая сила из насильно мобилизованных евреев.
Его действия натолкнулись на неодобрение части офицеров и крайне правых политиков. Его политическое влияние уменьшалось по мере того, как он активно противодействовал распространённому в армии антисемитизму и негуманному обращению с работниками трудовых батальонов. Он активно выступал против удовлетворения запроса немцев, требовавших направить 10000 евреев на принудительные работы в медных шахтах в г. Бор (ныне Сербия), а в феврале 1943 г. выступил против удовлетворения требования немцев об отправке венгерских войск на Балканы.
За свою позицию он получил от правых политиков прозвище «жидовский лакей» (Zsidóbérenc). 8 июня 1943 г. был вынужден подать в отставку, поскольку его уже не могли защитить ни регент Хорти, ни премьер-министр Миклош Каллаи. Его преемником стал генерал-полковник Лайош Чатай. При его уходе в отставку с одобрительными статьями о нём выступили газеты социал-демократической направленности. Город Марошвашархей присвоил ему звание почётного гражданина, однако в связи с немецкой оккупацией Венгрии 19 марта 1944 г. церемония чествования была отменена.

### Последние годы войны
Находясь в отставке, Надь продолжал лоббировать усилия, направленные на сепаратный мир с Антигитлеровской коалицией. В то же время, крайне правые политики считали недостаточным его удаление с поста министра обороны . После захвата власти партией «Скрещенные стрелы» он был арестован 16 ноября 1944 г. в своём доме в г. Пилишчаба. Два дня он находился под арестом в гостинице «Ломниц» в будапештском округе Швабхедь (ныне Хедьвидек), которая служила тюрьмой партии «Скрещенные стрелы», затем вместе с братом Белой и другими пленниками был направлен в тюрьму в деревне Шопронкёхида.
При приближении Советской армии пленники были отконвоированы в Пассау (Бавария). Затем их переправили в Пфарркирхен, и, наконец, в Гшайд-бай-Биркфельд. Министерство обороны (просоветского правительства) обнаружило колонну пленников в Зимбахе, и благодаря его вмешательству они были освобождены. С 28 апреля Вильмош Надь и его брат проживали на ферме в Циммерне (ныне часть общины Танн), где их и обнаружили американские войска 1 мая 1945 года.

### Послевоенный период
Надь вернулся в Венгрию в 1946 г. и первоначально состоял членом комитета по назначению военных пенсий.
После захвата власти венгерскими коммунистами в 1948 г. Надь, вместе со многими своими коллегами, подвергся нападкам, его жилище было конфисковано, а он сам был лишён пенсии. Ему пришлось устроиться на работу садовником, позднее — кузнецом.
В начале 1950-х гг. произошёл неожиданный поворот в его судьбе. Он получил приглашение на 50-летний юбилей выпуска из его школы от своего бывшего одноклассника и товарища, а в тот момент — президента Румынии доктора Петру Гроза. На приглашение Надь ответил, что воспользоваться им не может ввиду нехватки денег и отсутствия паспорта. Тогда Гроза использовал своё влияние на венгерское правительство, и глава ВПТ Матьяш Ракоши обещал предоставить генералу деньги на поездку. В результате этого вмешательства генералу также была восстановлена пенсия.

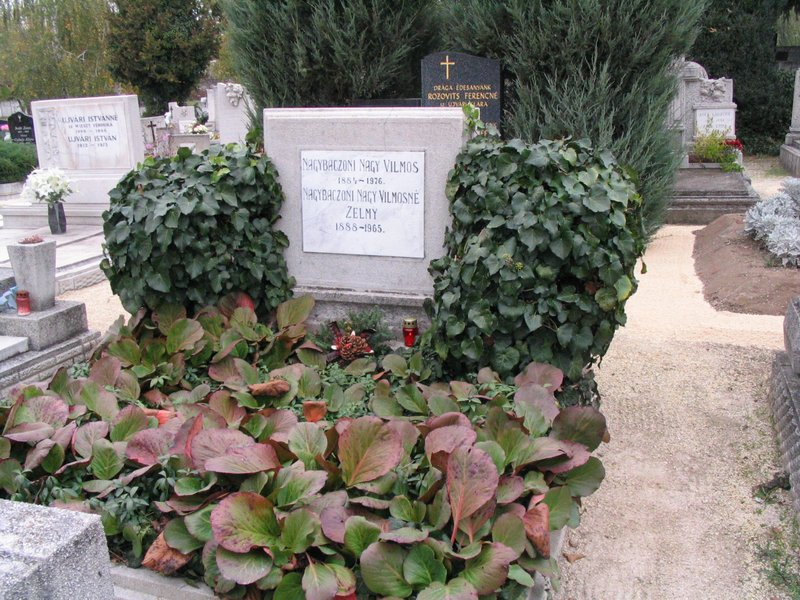
Могила Вильмоша Надя в Пилишчабе

В 1965 г. институт Яд Вашем первому из венгров присвоил ему звание Праведника мира.
В социалистической Венгрии генерал жил скромно и в безвестности, однако в 1990-е гг., после падения коммунистического режима в Венгрии, к нему пришла посмертная слава. Он был избран почётным гражданином городка Пилишчаба, в ряде мест были сооружены мемориальные доски в его память. 6 сентября 2006 г. с военными почестями его захоронение было объявлено частью Национального кладбища Венгрии.

## Военно-исторические труды
Помимо своей военной службы В. Надь был военным историком и теоретиком.
Основываясь на своём личном опыте участия в боевых действиях и работы в Генеральном штабе, он создал ряд важных работ, среди которых:
- Кампания против Румынии (A Románia elleni hadjárat), Будапешт, 1923.
- Наступление (A támadás), Будапешт, 1926.
- Завоевание Сербии (Szerbia meghódítása), Будапешт, 1929
- Судьбоносные годы 1938—1945. (Végzetes esztendök 1938—1945), мемуары (emlékirat) Будапешт, 1947).